# Josef Janßen
Josef Edmund Janßen (* 27. August 1881 in Goch; † 5. April 1966 in Wesel) war ein deutscher Pfarrer und Prälat der katholischen Kirche sowie Ehrenbürger der Stadt Wesel. Er war im Dienste des Bistums Münster der erste bischöfliche Kommissar für den Niederrhein.

## Leben
Josef Janßen wuchs in Goch am Niederrhein auf und besuchte das nahegelegene bischöfliche Gymnasium Gaesdonck. Er studierte anschließend in Münster Theologie und wurde dort am 17. Juni 1905 zum Priester geweiht. Danach war er als Kaplan in den niederrheinischen Orten Walbeck, Duisburg, Xanten und Kempen tätig. Im Ersten Weltkrieg war er Feld- und Lazarettgeistlicher. Im August 1926 erhielt er die Stelle des Pfarrers an der Kirche St. Mariä Himmelfahrt in der Weseler Innenstadt und wurde damit auch Vorsteher einer selbstständigen Pfarrei. Zur Zeit des Nationalsozialismus von 1933 bis 1945 war die Handlungsfreiheit der katholischen Kirchen erheblich eingeschränkt. Janßen setzte sich zu dieser Zeit für Verfolgte ein, unter anderem ermöglichte er katholischen Zwangsarbeitern den Kirchenbesuch.
Nachdem die Stadt während des Krieges im Februar 1945 in großen Teilen zerstört worden war, was auch für die Himmelfahrt-Kirche galt, engagierte er sich für die Einrichtung eines Notkrankenhauses und einer provisorischen Kirche, welche außerhalb der Innenstadt im Ortsteil Fusternberg lag. In den ersten Nachkriegsjahren widmete er sich nicht zuletzt dem Wiederaufbau der Gebäude in kirchlicher Trägerschaft. Neben der 1952 fertiggestellten Kirche entstanden unter anderem auch ein Waisenhaus und ein Jugendheim.
Als das katholische Bistum Münster 1953 ein bischöfliches Kommissariat für den Niederrhein einrichtete, wurde Janßen der erste Leiter dieser Dienststelle. Später wurde dieses Amt durch Weihbischöfe besetzt. Im Januar 1960 verkündete er den Verzicht auf seine Pfarrstelle.

## Ehrungen
- 1949: Ehrendomkapitular, unter anderem für seine Leistungen im Wiederaufbau
- 1951 (15. August): Ehrenbürgerschaft der Stadt Wesel, 25 Jahre nach seinem Amtsantritt als Pfarrer in der Stadt
- 1954: Bundesverdienstkreuz[1]
- 1960: Ernennung zum päpstlichen Hausprälaten durch Papst Johannes XXIII.
- 1966: Ein halbes Jahr nach seinem Tod wurde eine Innenstadtstraße in Wesel ihm zu Ehren in Pastor-Janßen-Straße umbenannt.[1]